# ヴィルヘルム (ヴァイマル＝オーラミュンデ伯)
ヴィルヘルム（Wilhelm, 1112年 - 1140年2月13日）は、ヴァイマル＝オーラミュンデ伯（在位：1124年 - 1140年）、ライン宮中伯（在位：1126/9年 - 1140年）。

## 生涯
ヴィルヘルムはライン宮中伯・ヴァイマル＝オーラミュンデ伯ジークフリート1世と、フリースラント辺境伯ハインリヒ・フォン・ノルトハイムの娘ゲルトルートの次男である。父ジークフリート1世は、継父ハインリヒ2世（1095年没）の遺領を継承し、モーゼル川沿いにコッヘム城を建設した。父は母方の親族であるウルリヒ2世の死後にその遺領を手に入れようとしたため、1113年に神聖ローマ皇帝ハインリヒ5世と対立し、戦いの傷がもとで死去した。
皇帝はヴィルヘルムの兄であるジークフリート2世（1107年 - 1124年）のライン宮中伯位の継承を認めず、代わりに自身に忠実なゴットフリート・フォン・カルフをライン宮中伯に任じた。1115年頃、ヴィルヘルムの母親はザルム伯オットー1世と結婚した。兄ジークフリート2世は1124年に亡くなり、まだ未成年であったヴィルヘルムがおそらく継父オットー1世の摂政下でヴァイマル＝オーラミュンデ伯位を継承した。
1125年にヴィルヘルムの伯父ロタール・フォン・ズップリンブルク（母の義兄）がローマ王ロタール3世として即位し、甥ヴィルヘルムにライン宮中伯位を譲らせるためゴットフリート・フォン・カルフに圧力をかけた。ヴィルヘルムはライン宮中伯に任ぜられたが、未成年の間（1129年まで）はゴットフリートの摂政下に置かれた。さらに、継父のオットー1世も宮中伯位を与えられた。
ローマ王位を巡る争いにおいて、ヴィルヘルムはヴェルフ家側についた。
ヴィルヘルムは出自不明のアーデルハイトと結婚したが、子供は生まれなかった。
ヴィルヘルムが死去した後、ヴァイマル＝オーラミュンデ伯位は従兄弟アルブレヒト1世（熊公）が継承した。ライン宮中伯位は継父オットー1世が継承を主張したもののホーエンシュタウフェン家のローマ王コンラート3世に取り上げられた。コンラート3世は宮中伯位を最初に異父弟オーストリア公ハインリヒ2世に、その後義弟ヘルマン・フォン・シュターレックに与えた。

## 領地

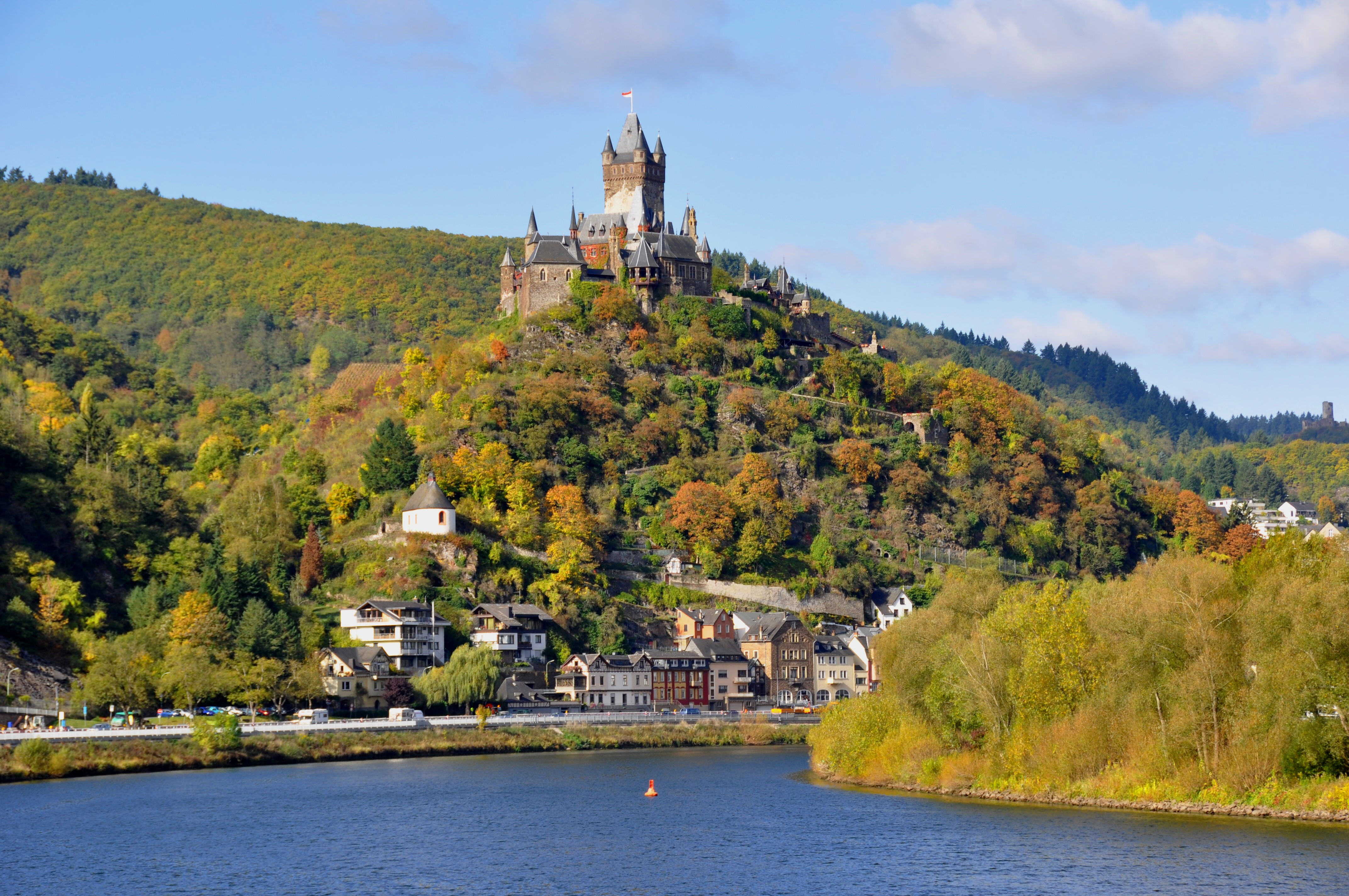
モーゼル川沿いに建つコッヘム城

1130年3月17日にヴィルヘルムと妃アーデルハイトは、トリーアの聖マティアス修道院に対しコッヘム城の前を流れるモーゼル川の関税を完全に免除した。この免除は、1136年にシュプリンギールスバッハ修道院のアウグスティヌス会修道院にも与えられた。さらに、1136年にヴィルヘルムはシュプリンギールスバッハ修道院に隣接するコンデルヴァルトの領地を与え、司法官から移管されていた3つの農場を解放した。ヴィルヘルムは亡くなる前にシュプリンギールスバッハ修道院を自身の埋葬地とすることを決め、すべての領地を譲った。